# 2011 في السودان
فيما يلي قوائم الأحداث التي وقعت خلال عام 2011 في السودان.

## سياسة

### انتهاء فترة المنصب
- 9 يوليو – سالفا كير نائب رئيس السودان.

## رياضة
- 1 يناير – بطولة أمم أفريقيا للمحليين 2011

## وفيات

### ديسمبر
- 25 ديسمبر – خليل إبراهيم (مواليد 1957)